# Awake (Skillet)
Awake è il settimo album in studio del gruppo musicale statunitense Skillet, pubblicato il 25 agosto 2009.
Ha debuttato al numero 2 della Billboard 200, venendo certificato due volte disco di platino negli Stati Uniti dalla RIAA.
L'album è stato registrato nell'ottobre 2008 presso il Bay7 Studios a Los Angeles, con il loro produttore Howard Benson. L'album contiene 12 canzoni Il cantante John Cooper ha scritto oltre 40 canzoni della band, ma ha detto che c'era molta pressione durante la registrazione dell'album: "Ogni volta che fai un disco, c'è pressione perché vuoi superare l'ultimo disco. Questa volta è stata più intensa perché l'ultimo progetto ha avuto un successo superiore alle aspettative."

## Classifiche
| Anno | Classifica                            | Posizione |
| ---- | ------------------------------------- | --------- |
| 2009 | U.S. Billboard 200                    | 2         |
| 2009 | U.S. Billboard Top Alternative Albums | 1         |
| 2009 | U.S. Billboard Top Rock Albums        | 2         |
| 2009 | U.S. Billboard Top Christian Albums   | 1         |
| 2011 | NZ RIANZ Top 40 Albums                | 9         |

## Tracce
1. Hero – 3:07 (John Cooper, Korey Cooper)
2. Monster – 2:57 (John Cooper, Gavin Brown)
3. Don't Wake Me – 3:55 (John Cooper, Brian Howes)
4. Awake and Alive – 3:32 (John Cooper, Brian Howes)
5. One Day Too Late – 3:40 (John Cooper, Brian Howes)
6. It's Not Me, It's You – 3:25 (John Cooper)
7. Should've When You Could've – 3:31 (John Cooper)
8. Believe – 3:50 (John Cooper, Dave Bassett)
9. Forgiven – 3:39 (John Cooper)
10. Sometimes – 3:28 (John Cooper)
11. Never Surrender – 3:30 (John Cooper, Dave Bassett)
12. Lucy – 3:40 (John Cooper)

Durata totale: 42:14
Tracce aggiuntive nella versione Deluxe
1. Dead Inside – 2:56 (John Cooper)
2. Would It Matter – 4:12 (John Cooper, Dave Bassett)
3. Monster (Radio Edit) – 2:59 (John Cooper, Gavin Brown)

Traccia aggiuntive nella versione giapponese
1. Comatose (Live) – 3:53 (John Cooper)